# The Backwater Gospel
|  | Denne artikel er oprettet af botten PalnaBot ud fra en ekstern database. Den kan derfor have sproglige fejl eller mangler. Denne skabelon kan fjernes efter kontrol af indholdet. |

The Backwater Gospel er en animationsfilm skrevet og instrueret af Bo Mathorne.

## Handling
Så længe nogen kan huske, har Bedemandens ankomst betydet Dødens komme. Indtil en dag hvor den dystre forudsigelse fejler og spændingen opbygges, mens de gudfrygtige landsbybeboere i Backwater venter.